# Jive

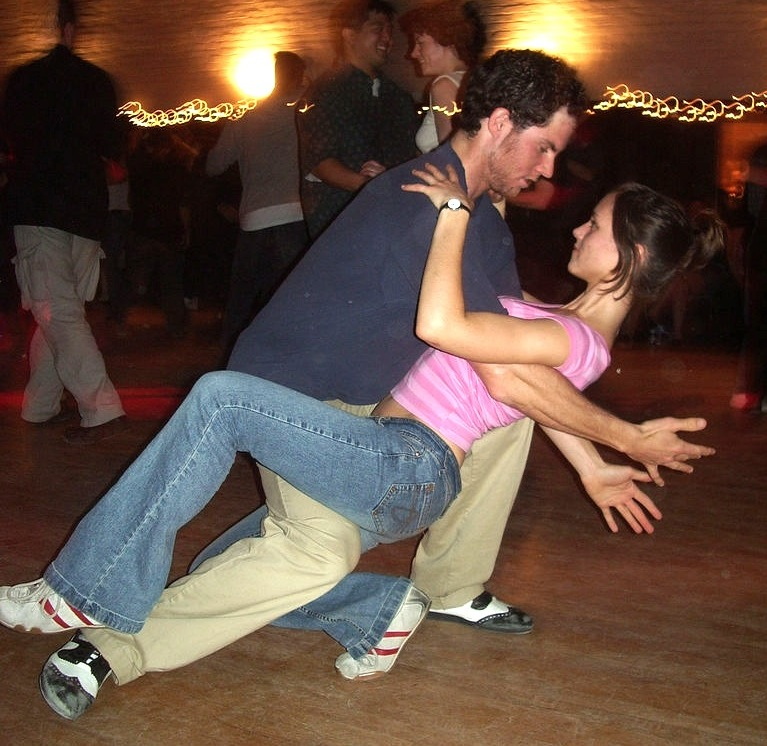
Jive-dansers

De jive is de laatst ontwikkelde Latijns-Amerikaanse dans en is rond 1940 ontwikkeld uit de "jitterbug", door de Amerikaanse soldaten meegebracht naar Europa tijdens de Tweede Wereldoorlog. Er zijn ook invloeden van rock-'n-roll, bebop en de swing, Amerikaanse swing maar zonder de acrobatische elementen.
Jiven wordt ook wel gebruikt als verzamelnaam voor verschillende dansen, waaronder de lindyhop, shag, shag hop, jitterbug, rock-'n-roll, boogiewoogie en style swing.
Jive is een van de vijf latindansen. De meeste figuren worden gedanst op basis van 6 tellen, dus anderhalve maat. Sommige zoals de link-and-wip worden op 8 tellen gedanst. De houding is losser in vergelijking met andere latin-dansen zoals chachacha, rumba of paso doble.
De jive wordt gedanst op een tempo van 42/44 maten per minuut.